# Плотницкий (хутор)
Плотницкий — хутор в Нижнедевицком районе Воронежской области.
Входит в состав Михнёвского сельского поселения. население по переписи 2019 года составляет 14 (6/8 м/ж) человек. 